# يوروما (أوكيناوا)
مدينة يوروما (بالإنجليزية: Uruma)‏ هي أحد المدن التابعة لمحافظة أوكيناوا. تأسست رسميًا في 01/04/2005. ويقدر عدد سكانها بـ 114087 نسمة حسب تقدير مكتب الإحصاء الياباني لعام 2012. تبلغ مساحة يوروما 86.03 كم2. بكثافة سكانية تبلغ 1313 نسمة/كم2.

## أعلام
- ساتوكي يويجو